# Coscinia nigromarginata
Coscinia nigromarginata är en fjärilsart som beskrevs av Lingonblad 1950. Coscinia nigromarginata ingår i släktet Coscinia och familjen björnspinnare. Inga underarter finns listade i Catalogue of Life.